# João Carlos Craveiro Lopes
João Carlos Craveiro Lopes CvTE • ComC • GCC • CvA • ComA • GOA • GCA • MPBS • MOBS • MOCE • MCC • MV (Lisboa, 16 de Março de 1871 — Lisboa, 21 de Julho de 1945) foi um militar e administrador colonial, que atingiu o posto de general-de-divisão do Exército Português. Foi comandante de brigada do Corpo Expedicionário Português na Primeira Guerra Mundial, tendo ficado prisioneiro na batalha de La Lys. Uma punição que lhe foi imposta deu origem ao Movimento das Espadas (1915) e à subsequente queda do Governo. Apoiante do Golpe de 28 de Maio de 1926, destacou-se na repressão da Revolta de 3 de Fevereiro de 1927, um movimento pró-democrático centrado na cidade do Porto. Exerceu o cargo de 122.º governador-geral da Índia Portuguesa. Foi pai de Francisco Higino Craveiro Lopes (Marechal da Força Aérea Portuguesa e Presidente da República durante o Estado Novo).

## Biografia
Filho e neto de generais do Exército Português, os seus pais foram Maria Luísa Adelaide Capon e o general Francisco Higino Craveiro Lopes, um dos primeiros comandantes da Divisão de Lisboa. O seu avô, Francisco Xavier Craveiro Lopes, fora também general e igualmente ilustre.
Frequentou o Colégio Militar entre 1882 e 1888.
Então no posto de major, João Carlos Craveiro Lopes estava colocado na Figueira da Foz quando foi compulsivamente transferido pelo Governo do Regimento de Infantaria n.º 28 para o Regimento de Infantaria n.º 19 em virtude de um caso puramente particular em que fora interveniente um militante do Partido Democrático, então no poder, e fora objecto de denúncia ao Comité Democrático Militar, uma estrutura política ligada àquele Partido. Os oficiais das unidades aquarteladas na Figueira da Foz protestaram e o movimento alastrou a Lisboa, onde nos dias imediatos os oficiais da guarnição daquela cidade se movimentaram no sentido de se solidarizarem com o ofendido. Foi este protesto que levou ao incidente do Movimento das Espadas, o qual ocorreu a 22 de Janeiro de 1915, quando numerosos oficiais do Regimento de Cavalaria n.º 2, liderado pelo capitão Martins Lima, mas sob as ordens de Machado Santos e Pimenta de Castro, marchou a caminho do Palácio de Belém, onde, em sinal de repulsa, pretendiam entregar as espadas ao Presidente da República Manuel de Arriaga.
Numa descrição da batalha de La Lys feita pelo comandante francês, onde o então tenente-coronel João Carlos Craveiro Lopes foi feito prisioneiro, afirma-se:
No nosso flanco direito, uma divisão alemã atacou e penetrou no intervalo existente entre o nosso flanco e o flanco esquerdo britânico. Enquanto que uma parte arrasava as nossas primeiras linhas atacando-as por trás, a outra parte atacava o quartel general da 5.ª brigada, matando ou fazendo prisioneiros todos os que aí se encontravam: O coronel Martins, o bravo tenente-coronel Craveiro Lopes e outros; depois atacaram o posto de La Couture, onde o 13.º e 15.º batalhões, com alguns soldados ingleses resistiam de tal maneira que os alemães o não conseguiram tomar enquanto houve um homem vivo.
Teve um importante papel na contenção da revolta militar de 3 de Fevereiro de 1927, um movimento organizada por democratas nortenhos com a intenção de derrubar a Ditadura Nacional saída do golpe de 28 de Maio de 1926 e que deu início ao Reviralho. O então coronel João Carlos Craveiro Lopes, ao tempo comandante da Região Militar do Porto e governador militar da cidade, conduziu as operações do cerco aos revoltosos, encurralando os sitiados num círculo de ferro e fogo de tal modo apertado de que só puderam sair pela rendição quase sem condições.
Foi 122.º Governador-geral do Estado da Índia de 1929 a 1936, tendo como ajudante-de-campo o seu filho Francisco Higino Craveiro Lopes, futuro Presidente da República. Durante o seu mandato promoveu uma exposição sobre São Francisco Xavier, que incluiu a exibição, numa caixa de cristal, do cadáver do santo, e a fundação em 1930 do Arquivo Geral e Histórico da Índia Portuguesa, o qual pelo Decreto n.º 28.263, de 8 de Dezembro de 1937, foi transformado em Cartório Geral do Estado da Índia e posteriormente para Arquivo Histórico do Estado da Índia por decisão do Ministro do Ultramar Sarmento Rodrigues por ocasião da sua visita a Goa. 
Casou com Júlia Clotilde Salinas Cristiano de quem teve quatro filhos: Alda Luísa Craveiro Lopes, Francisco Higino Craveiro Lopes (Marechal da Força Aérea Portuguesa e Presidente da República Portuguesa); Maria Cristina Craveiro Lopes e António Carlos Craveiro Lopes (inspector superior da então Província de Moçambique).

## Cargos
- General-de-brigada do Exército Português;
- Militar em Macau e na Índia;
- Comandante de Brigada na I Guerra Mundial;
- Prisioneiro da batalha de La Lys 1918;
- Comandou as forças contra os revoltosos do Porto, 1927;
- Comandante da 1.ª Região Militar, 1928;
- Governador-Geral da Índia Portuguesa (1929-1936).

## Condecorações[4][5]
- Cavaleiro da Real Ordem Militar de São Bento de Avis (antes de 5 de Outubro de 1910)
- Comendador da Ordem Militar de São Bento de Avis (17 de Maio de 1919)
- Comendador da Ordem Militar de Nosso Senhor Jesus Cristo (28 de Junho de 1919)
- Grande-Oficial da Ordem Militar de São Bento de Avis (5 de Outubro de 1921)
- Cavaleiro da Antiga e Muito Nobre Ordem Militar da Torre e Espada, do Valor, Lealdade e Mérito (3 de Fevereiro de 1928), com Palma
- Comendador da Ordem Nacional da Legião de Honra de França (1 de Março de 1929)
- Grã-Cruz da Ordem Militar de Nosso Senhor Jesus Cristo (26 de Junho de 1929)
- Grã-Cruz da Ordem Militar de São Bento de Avis (21 de Dezembro de 1929)
- Excelentíssimo Senhor Grã-Cruz da Ordem do Mérito Militar de Espanha (10 de Março de 1930)
- Medalha de Prata de Bons Serviços
- Medalha de Ouro de Comportamento Exemplar
- Medalha de Ouro de Bons Serviços, Letra C
- Medalha Comemorativa das Campanhas do Corpo Expedicionário Português - França 1917-1918;
- Medalha da Vitória;
- Cavaleiro com Palma Dourada da Ordem Militar de Nosso Senhor Jesus Cristo;
- Cruz de Primeira Classe da Ordem do Mérito Militar da Espanha;
- Cavaleiro da Real Ordem de Isabel a Católica de Espanha;
- Grã-Cruz da Antiga e Muito Nobre Ordem Militar da Torre e Espada, do Valor, Lealdade e Mérito.